# Xotodon
Xotodon (лат.) — род вымерших млекопитающих из семейства токсодоновых отряда нотоунгулятов. Это крупные копытные, населявшие территорию современной Аргентины во времена неогена (11,63—0,0117 млн лет назад). Ископаемые останки были найдены в аргентинских провинциях Буэнос-Айрес, Катамарка, Кордова, Жужуй, Энтре-Риос, Ла-Пампа, Мендоса, Сальта и Тукуман. У них была глубокая челюсть и высокий симфиз. Верхние коренные зубы имели вогнутый эктолоф. Родовое название Xotodon является анаграммой слова Toxodon, названия близкородственного рода.

## Классификация
По данным сайта Paleobiology Database, на апрель 2025 года род включает 10 вымерших видов:
- †Xotodon ambrosettii Rovereto, 1914
- †Xotodon caravela Armella et al., 2018
- †Xotodon catamarcensis Lydekker, 1894
- †Xotodon cristatus Moreno and Mercerat, 1891
- †Xotodon doellojuradoi Frenguelli, 1920
- †Xotodon foricurvatus Ameghino, 1885hide
- †Xotodon maimarensis Bonini et al., 2017
- †Xotodon major Rovereto, 1914
- †Xotodon prominens Ameghino, 1889
- †Xotodon smaltatus Kraglievich, 1932